# Bertha Parker Pallan
Bertha Pallan (nacida Parker; 30 de agosto de 1907 – 8 de octubre de 1978) fue una arqueóloga estadounidense.

## Biografía
Bertha "Birdie" Parker fue la primera mujer arqueóloga nativo estadounidense, de ascendencia Abenaki y Seneca. Nació en el año 1907 en el Condado de Chautauqua, Nueva York. Su madre, Beulah Tahamont (posteriormente cambiado a Folsom), era una actriz. Su padre, Arthur C. Parker, era un arqueólogo y el primer Presidente de la Sociedad para la Arqueología Americana. Sus abuelos maternos fueron los actores Elijah “Jefe Nube Oscura” Tahamont y Margaret "Ojo de Paloma" Camp. Desde su niñez, Bertha ya asistía a su padre en las excavaciones.[cita requerida]
Los padres de Bertha se divorciaron en 1914, y la familia Tahamont (Elijah, Margaret y Beulah) se mudaron a Los Ángeles, con Bertha en brazos, para trabajar en películas de Hollywood. Bertha y su madre también actuaron con la Compañía de Circo Ringling Brothers and Barnum & Bailey como parte de un espectáculo de “Pocahontas” durante sus años adolescentes.

## Familia
Bertha se casó con Joseph Pallan a principios de la década de 1920 y tuvo una hija, Wilma Mae ("Billie") Pallan en 1925. Cuando el matrimonio acabó, ella se mudó a Nevada para trabajar en un sitio arqueológico bajo la dirección del Museo de Suroeste, dirigido por Mark Raymond Harrington. Harrington se había casado recientemente con la tía de Bertha, Endeka Parker. En 1931, Bertha contrajo casamiento con el paleontólogo James Thurston. Thurston murió en 1932 luego de una enfermedad repentina, y ella misma estuvo enferma durante un largo periodo de tiempo.
Bertha tuvo que reubicarse nuevamente, en esta oportunidad en Los Ángeles. Fue contratada, primero como secretaria, y posteriormente como arqueóloga y etnóloga para el Museo de Suroeste. En 1936, se casó con el actor Espera Oscar de Corti, también conocido como Ojos de Hierro Cody.
En 1942, su hija de 17 años Billie visitaba su abuela Beulah granja cuándo falleció producto de una herida de bala accidental. Bertha y "Ojos de Hierro" adoptaron luego dos hijos de origen nativo, Robert "Árbol" Cody y Arthur William Cody (1952–1996). Bertha y "Ojos de Hierro" fueron figuras destacadas en el éxito del Centro Indio de Los Ángeles, un lugar de reunión para los indios urbanos que se habían reubicado en Los Ángeles.[cita requerida]

## Fallecimiento
Bertha Parker Pallan murió en 1978, a la edad 71 años. Su lápida sencillamente pone "Señora Ojos de Hierro Cody".[cita requerida]

## Carrera arqueológica
Mark Raymond Harrington contrató a Bertha como cocinera de campamento y secretaria de las expediciones. Así participó de excavaciones en el sitio arqueológico de Mesa Casa y otras localidades. Harrington le enseñó acerca de los métodos arqueológicos en el campo. En 1929, ella descubrió y realizó una excavación, sola, en el sitio pueblo de Cerro Escorpión; los hallazgos se encuentran exhibidos en el Museo del Suroeste.
Bertha trabajó en el sitio de Gypsum Cave en 1930, un sitio que Harrington había publicitado como poseedor de las evidencias más tempranas de ocupación humana en América del Norte durante el Pleistoceno.
Como secretaria de la expedición, Bertha trabajaba en la limpieza, reparación y catalogación de los hallazgos; además, ella exploraba las distintas secciones de la cueva en su tiempo libre y era capaz de alcanzar algunos de los resquicios más inaccesibles. Fue en una de estas ocasiones que Bertha descubrió el cráneo de una especie extinta de perezoso gigante, Nothrotherium shastense, junto a herramientas humanas antiguas. Harrington remarcó que éste fue el hallazgo más importante de la expedición, principalmente porque atrajo el apoyo de otras instituciones, en particular el Instituto de Tecnología de California y más tarde el Instituto Carnegie de Washington.
Durante esta expedición, Bertha también descubrió el sitio arqueológico de Corn Creek después de ver un hueso de camélido fósil sobresaliendo del lecho erosionado de un lago.
Entre 1931 y 1941, Bertha trabajó como Ayudante de Arqueología y Etnología en el Museo de Suroeste. Publicó una serie de artículos arqueológicos y etnológicos en la revista de museo, Masterkey, desde principios de la década de 1930 hasta mediados de los 1960. Estos artículos incluían algunos como “Cunas indias de California”, "Muñecas Kachina" y varios artículos sobre la tribu Yurok, incluyendo “Sobre ciertas costumbres y creencias Yurok”.[cita requerida]
Bertha Parker Pallan Thurston Cody se destaca en el campo de arqueología debido a su rol como pionera: fue una de las primeras (si no la primera) arqueólogas de origen Nativo americano. Ciertamente fue la primera en lo que respecta a su capacidad de realizar este trabajo a un nivel muy alto de habilidad, aún sin contar con educación universitaria, realizando descubrimientos y planteando ideas que impresionaron al resto de arqueólogos entrenados que trabajaban con ella.

## Publicaciones
El siguiente listado aparece tal cual fuera compilado por Marge Bruchac y corresponde a la mayor parte de sus artículos científicos. Al no contar con traducciones oficiales, se consignan sus nombres de acuerdo al idioma original.

### Publicados bajo el nombre de Bertha Parker Thurston
- 1933. "Scorpion Hill." Masterkey. v. VII, pp. 171–177.
- 1933. "A night in a Maidu shaman's house." Masterkey.v.VII, pp. 111–115.
- 1934. "How he became a medicine-man." Masterkey. v. VIII, pp. 79–81.
- 1935. "How a Maidu-medicine man lost his power; related to Bertha Parker Thurston by a Maidu Indian herbalist." Masterkey. v. IX, p. 28–29.
- 1936. "A rare treat at a Maidu medicine-man's feast." Masterkey. v. X, pp. 16–21.

Publicados bajo el nombre de Bertha Parker Cody:
- 1939. "A tale of witchcraft as told by a Tewa Indian of New Mexico." Masterkey. v. XIII, pp. 188–189.
- 1939. "a Maidu myth of the first death; by Bertha Parker Cody, as related by Mandy Wilson of Chico, California." Masterkey. v. XIII, p. 144.
- 1939. "A Maidu myth of creation of Indian women; by Bertha Parker Cody, as related by Mandy Wilson, Maidu Indian of Chico, California". Masterkey. v. XIII, p. 83.
- 1939. "Kachina dollls." Masterkey. v. XIII, pp. 25–30.
- 1940. "Pomo bear impersonators." Masterkey. 1940. v. XIV, pp. 132–137.
- 1940. "California Indian baby cradles." Masterkey. v. XIV, pp. 89–96.
- 1941. "A note on basket care." Masterkey. v. XV, pp. 23–24.
- 1941. "Gold ornaments of Ecuador." Masterkey.v. XV, pp. 87–95.
- 1942. "Simply strung on a single strand." Masterkey. v. XVI, pp. 175–176.
- 1942. "Some Yurok customs and beliefs." Masterkey. v. XVII, pp. 81–87.
- 1943. "Some Yurok customs and beliefs." Masterkey. v. XVI, pp. 157–162.
- 1955. "Enrique" crosses the divide." [Obituario]. Masterkey. vol.XXX, p. 102.
- 1961. "Clarence Arthur Ellsworth [1885-1961]; gifted painter of Indians."Masterkey. vol. XXXV, (núm. 1), pp. 75–77.

Publicados bajo el nombre de su entrevistada Yurok, Jane Van Stralen:
- 1941. "Yurok tales, as told by Jane Van Stralen to Bertha Parker Cody." Masterkey. v. XV, pp. 228–231.
- 1942. "Yurok fish-dam dance; as told by Jane Van Stralen to Bertha Parker Cody." Masterkey. v. XVI, pp. 81–86.